# Новоспасовка (Куйбышевский район)
Новоспа́совка — село в Куйбышевском районе Ростовской области. 
Входит в состав Лысогорского сельского поселения. 

## Население
| 2010 |
| ---- |
| 198  |

По данным переписи 1926 года по Северо-Кавказскому краю, в селе числилось 158 хозяйств и 1015 жителей (496 мужчин и 519 женщин), из которых 1009 — украинцы.

## Улицы
- ул. Молодёжная,
- ул. Нагорная,
- ул. Победы,
- ул. Садовая,
- ул. Северная.

## Известные уроженцы
- Андреев, Владимир Алексеевич (род. 1942) — деятель ракетостроения, лауреат государственных премий СССР и Украины.
- Погорелов, Василий Порфирьевич (1919—1943) — советский военный лётчик, капитан, Герой Советского Союза.